# TD Canada Trust Tower
Le TD Canada Trust Tower est un gratte-ciel de bureaux de 227 mètres de hauteur (hauteur du toit) construit à Toronto en 1990. Avec la flèche la hauteur totale est de 261 mètres. L'immeuble fait partie du complexe de la Place Brookfield où se trouve aussi la Bay Wellington Tower.
En 2023 c'était l'un des cinq plus hauts gratte-ciel de Toronto.
Ses architectes sont l'agence américaine Skidmore, Owings and Merrill, l'agence canadienne Bregman Hamann (appelée aujourd'hui B+H Architects) , et l'architecte espagnol Santiago Calatrava Valls